# 조신역
조신역(일본어: 浄心駅, じょうしんえき)은 일본 아이치현 나고야시 니시구에 위치한 철도역이다.
운행상의 거점이며 승무원의 교대가 당역에서 행해지는 것 외에도, 이른아침·심야에 이 역을 기점·종점으로 하는 열차가 설정되어 있다.

## 타는 곳
상대식 승강장 2면 2선 지하역.
| 1 | ■ 쓰루마이 선 | 후시미·아카이케·도요타 시 방면 |
| 2 | ■ 쓰루마이 선 | 가미오타이·이누야마 방면       |

## 역세권 정보
- 나고야 시 니시 구청
- 아이치 현 니시 경찰서
- 나고야 니시 세무서
- 나고야 중앙 우체국
- 나고야은행

## 역사
- 1981년 11월 27일: 영업 개시.

## 사진

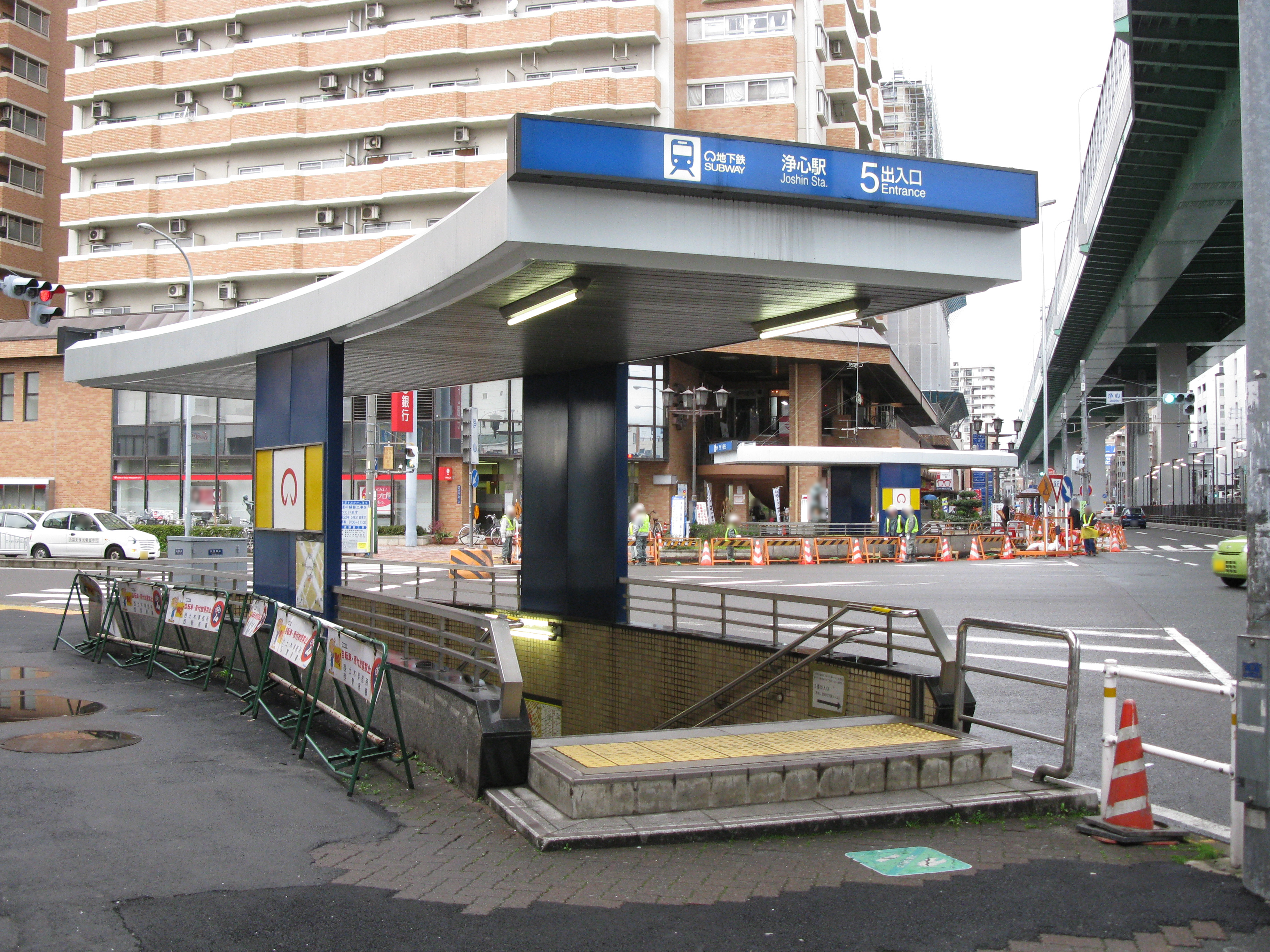
5번 출입구

## 인접역
| 나고야 지하철 ■ 쓰루마이 선     | 나고야 지하철 ■ 쓰루마이 선 | 나고야 지하철 ■ 쓰루마이 선 |
| ------------------------------- | --------------------------- | --------------------------- |
| T 03 쇼나이도리 가미오타이 방면 |                             | T 05 센겐초 아카이케 방면   |